# Prince français
Prince français est un titre accordé aux membres de la famille royale française de 1791 à 1792, puis à ceux de la famille impériale française de 1804 à 1815 et de 1852 à 1870.

## Histoire du titre
Selon l'article 9 du sénatus-consulte du 18 mai 1804 et l'article 6 du sénatus-consulte du 7 novembre 1852, confirmé par l'article 8 de la Constitution de 1870, les membres de la famille impériale portent le titre de « prince français », et le fils aîné de l'Empereur, le titre de « prince impérial » ; ils reçoivent traitement d'altesse impériale. Le titre alternatif des princes français est « Monseigneur ».
Dans la hiérarchie nobiliaire du Premier Empire, les princes français se trouvent en dessous des princes de l'Empire et des grands dignitaires et au-dessus des ducs de l'Empire. Ceux-ci sont principalement des militaires. Les membres de la famille impériale peuvent également recevoir des titres ducaux.